# Noël Liétaer
Noël Liétaer (17. listopadu 1908 – 21. února 1941) byl francouzský fotbalista. Hrál za US Tourcoing a Excelsior Roubaix, získal 7 startů za francouzský národní fotbalový tým a hrál na Mistrovství světa ve fotbale 1934. Jako voják 100. pěšího pluku francouzské armády zemřel na nemoc v Rostocku jako válečný zajatec v roce 1941.